# Aloe turkanensis
Aloe turkanensis är en grästrädsväxtart som beskrevs av Hugh Basil Christian. Aloe turkanensis ingår i släktet Aloe och familjen grästrädsväxter. Inga underarter finns listade i Catalogue of Life.